# Blumea riparia
Blumea riparia là một loài thực vật có hoa trong họ Cúc. Loài này được (Blume) DC. mô tả khoa học đầu tiên năm 1836.